# Saneh Sangsuk
 (novembre 2021).
La mise en forme du texte ne suit pas les recommandations de Wikipédia : il faut le « wikifier ».
Les points d'amélioration suivants sont les cas les plus fréquents :
- Les titres sont pré-formatés par le logiciel. Ils ne sont ni en capitales, ni en gras.
- Le texte ne doit pas être écrit en capitales (les noms de famille non plus), ni en gras, ni en italique, ni en « petit »…
- Le gras n'est utilisé que pour surligner le titre de l'article dans l'introduction, une seule fois.
- L'italique est rarement utilisé : mots en langue étrangère, titres d'œuvres, noms de bateaux, etc.
- Les citations ne sont pas en italique mais en corps de texte normal. Elles sont entourées par des guillemets français : « et ».
- Les listes à puces sont à éviter, des paragraphes rédigés étant largement préférés. Les tableaux sont à réserver à la présentation de données structurées (résultats, etc.).
- Les appels de note de bas de page (petits chiffres en exposant, introduits par l'outil «  Source ») sont à placer entre la fin de phrase et le point final[comme ça].
- Les liens internes (vers d'autres articles de Wikipédia) sont à choisir avec parcimonie. Créez des liens vers des articles approfondissant le sujet. Les termes génériques sans rapport avec le sujet sont à éviter, ainsi que les répétitions de liens vers un même terme.
- Les liens externes sont à placer uniquement dans une section « Liens externes », à la fin de l'article. Ces liens sont à choisir avec parcimonie suivant les règles définies. Si un lien sert de source à l'article, son insertion dans le texte est à faire par les notes de bas de page.
- La présentation des références doit suivre les conventions bibliographiques. Il est recommandé d'utiliser les modèles {{Ouvrage}}, {{Chapitre}}, {{Article}}, {{Lien web}} et/ou {{Bibliographie}}. Le mode d'édition visuel peut mettre en forme automatiquement les références.
- Insérer une infobox (cadre d'informations à droite) n'est pas obligatoire pour parachever la mise en page.

Pour une aide détaillée, merci de consulter Aide:Wikification.
Si vous pensez que ces points ont été résolus, vous pouvez retirer ce bandeau et améliorer la mise en forme d'un autre article.
 (mai 2023).
Saneh Sangsuk (thaï: เสน่ห์ สังข์สุข), connu sous son nom de plume Dan-arun Saengthong (แดนอรัญ แสงทอง), est un écrivain thaïlandais connu notamment pour son roman L'ombre blanche (เงาสีขาว en thaï), dont le style lyrique lui a valu d'être reconnu internationalement.

## Biographie

### Jeunesse et études
Saneh Sangsuk est né en 1957 au sud-est de Bangkok, dans la province de Phetburi, amphoe Phetchaburi. Son père, paysan et chef de village, a commis des crimes, tandis que sa mère a des aventures extra-conjugales.
En 1973, à l'âge de 16 ans, Saneh Sangsuk est envoyé en camp militaire. C'est à cette époque qu'il éprouve un vif attrait pour l'écriture.
En 1977, il entre à la faculté des Humanités de l'Université Srinakharinwirot (campus de Prasarnmit) où il étudie la littérature anglaise. Il découvre alors les ouvrages de James Joyce et Henry Miller dont l'influence sera décisive sur son œuvre, ainsi que Yukio Mishima et Gustave Flaubert. En même temps qu'il traduit des textes d'Ernest Hemingway, il commence à écrire sa trilogie autobiographique.
En 1981, il obtient son diplôme. Manquant de moyens, il ne peut cependant pas donner libre cours à sa soif de création artistique et enchaîne donc des emplois disparates. 

### Carrière littéraire

#### Débuts en autoédition
En 1988, sans éditeur et rejeté par l'establishment, Saneh Sangsuk crée sa propre maison d'édition, Arunothai. Il écrit de la poésie et traduit quelques œuvres d’auteurs anglophones, dont Ernest Hemingway.
En 1994, il publie son roman เงาสีขาว (Ngao Si Khao; L'ombre blanche), qu'il présente comme le deuxième tome de sa trilogie autobiographique. À sa sortie, le livre est jugé scandaleux et ne rencontre qu'un très faible succès, ce qui contraint Saneh Sangsuk à fermer sa maison d'édition cette année-là. Ce récit d'une adolescence perdue, frappée par l'exode rural et la précarité, confrontée à la cruauté et à la solitude qu'offre Bangkok en guise de rêve de modernité et de confort, fait néanmoins désormais partie des programmes officiels de littérature pour les lycées de Thaïlande.

#### Traduction et succès international
En 2000 et 2001, Marcel Barang traduit en français le roman L'ombre blanche et la nouvelle Venin (alors inédite en Asie), puis réussit à les faire publier par les éditions du Seuil : ces deux livres rencontrent immédiatement du succès en France. Saneh Sangsuk sort de l'anonymat, est reconnu internationalement et les maisons d'éditions thaïlandaises commencent progressivement à s'intéresser à lui. Ensuite, L'ombre blanche est traduite dans d'autres langues : en anglais, sous le titre de The White Shadow (2009) ; en espagnol (La sombra blanca, 2003) et en allemand (Der Traum des Puppenspieler, 2003). De même, Venin fait l'objet d'une traduction en anglais (Venom, 2000) et en catalan (Veri, 2001) et Une histoire vieille comme la pluie (2004) est traduit en italien sous le titre Una storia vecchia come la pioggia (2006).  

## Distinctions
En 2008, Saneh Sangsuk est nommé Chevalier de l’Ordre des Arts et des Lettres par le ministère de la culture en France,. Plus de dix ans plus tard, en 2019, c'est dans son propre pays qu'il est reconnu Artiste national par le ministère de la culture thaïlandais,.
En 2014, son livre อสรพิษและเรื่องอื่นๆ (Asorraphit Lae Rueang Un Un ; Venin et autres histoires) lui a par ailleurs valu le prix des écrivains de l'Asie du Sud-Est pour la Thaïlande (S.E.A. Write Award).

## Œuvre

### En thaï

#### Romans et nouvelles
- Phu Thuk Kratham (litt. Les victimes, 1984)
- Asoraphit (อสรพิษ ; Venin ; 2000)
- Chao Karaket (เจ้าการะเกด / Une histoire vieille comme la pluie)
- Diao Dai Tai Fa Khlang (เดียวดายใต้ฟ้าคลั่ง / Seule sous un ciel dément)

#### Recueils de poèmes
- Yam Phlat (litt. Séparations, 1991)
- Takok Pi at (litt. L'engueulade du fantôme démoniaque, 1991)

#### Traduction en thaï de quelques textes de la littérature occidentale
Certaines de ses traductions ont rencontré un vif succès et sont considérés comme des travaux de référence en Thaïlande: 
- La faim de Knut Hamsun
- Le soleil se lève aussi d'Ernest Hemingway
- La Métamorphose de Franz Kafka

Si ses autres traductions n'ont pas rencontré le même succès, il reste intéressant de mentionner ses travaux sur les œuvres de Rabindranath Tagore, Oscar Wilde et David Ogilvy.

### Textes traduits en français
- L'ombre blanche : Portrait de l’artiste en jeune vaurien (เงาสีขาว / Ngao Si Khao), roman traduit par Marcel Barang, 2000, Paris, Le  Seuil, 449 pages[7]
- Venin (อสรพิษ / Asoraphit), longue nouvelle traduite par Marcel Barang, 2001, Paris, Le Seuil, 75 pages[8]
- Une histoire vieille comme la pluie (เจ้าการะเกด / Chao Karaket), roman traduit par Marcel Barang, 2004, Paris, Le Seuil, 228 pages[9]
- Seule sous un ciel dément (เดียวดายใต้ฟ้าคลั่ง / Diao Dai Tai Fa Khlang), roman traduit par Marcel Barang, 2014, Paris, Le Seuil, 160 pages[10]
- Un poème doit être, non dire (อะ โพเอ็ม ชูล์ด น็อท มีน บัท บี / A Pho-em Chut Not Min Bat Bi), nouvelle traduite par Marcel Barang, 2017, Jentayu, Hors-Série n°2 Thaïlande, pages 227-234[Note 1]

### Note
1. ↑  Le titre thaï est la transcription en thaï du vers « A Poem should not mean but be » d’Archibald MacLeish (Ars Poetica, Collected Poems 1917-1982, Houghton Mifflin Harcourt, 1952).